# Mantua (Ohio)
Mantua is een plaats (village) in de Amerikaanse staat Ohio, en valt bestuurlijk gezien onder Portage County.

## Demografie
Bij de volkstelling in 2000 werd het aantal inwoners vastgesteld op 1046.
In 2006 is het aantal inwoners door het United States Census Bureau geschat op 1016, een daling van 30 (-2,9%).

## Geografie
Volgens het United States Census Bureau beslaat de plaats een oppervlakte van
3,6 km², geheel bestaande uit land. Mantua ligt op ongeveer 365 m boven zeeniveau.

## Plaatsen in de nabije omgeving
De onderstaande figuur toont nabijgelegen plaatsen in een straal van 16 km rond Mantua.